# Papiro de Zósimo de Panópolis
Papiro de Zósimo de Panópolis  es un papiro que data del siglo III, encontrado en Egipto y escrito por Zósimo de Panópolis, el primer alquimista documentalmente reconocido, cuyos libros se conocen por referencias y traducciones. Este papiro debe su fama a que en él se encuentra la más antigua receta de cerveza, bebida nacional egipcia, de la que se tiene constancia escrita.
Según Zósimo, la cerveza se elaboraba a partir de panes de cebada poco cocidos que se dejaban fermentar sumergidos en agua.

Los granos germinados de cebada y espelta se trituran en un mortero, y con su harina se logra una pasta que se endurece con los pies en una cuba. Con esta masa se hacen los panes de cerveza, que se hornean, quedando algo húmedos en el interior. Una vez fríos, se parten e introducen en jarras con agua azucarada. Tras la adición de levadura, y terminada la fermentación, se trasiega a una cuba, diluyéndose y tamizándose varias veces la masa estrujada. El líquido final se guarda y se almacena en cuevas frescas.